# コンバージョン建築
コンバージョン建築（英: Conversion Architecture）は、建築手法の一種であり、既存建物の用途を変更し、全面改装を施して新しい建物へ再生させる方法。例えばオフィスビルから賃貸住宅への変更がある。
コンバージョンと似た言葉として「リノベージョン（Renovation）」があるが、リノベーションには修復、刷新という意味があり、柱や梁などの構造躯体を残し、それ以外を全て取り払い間取り変更などの大掛かりな改築を行うが、用途変更はしない。他方、コンバージョンでは、既存建物の構造躯体など使用可能な部分は生かしつつ、用途を変えて新しく甦らせる方法となっている。

## 具体例
- ラティス芝浦[3]
- ホテル海洋 → HUNDRED CIRCUS East Tower[4]
- 赤坂レジデンシャルホテル[5]